# Giovanni Mangiante
Giovanni Agostino Generoso Mangiante (ur. 28 sierpnia 1893 w Brescii, zm. 6 grudnia 1957 tamże) – włoski gimnastyk, medalista olimpijski.
Brat gimnastyka Lorenzo Mangiante, olimpijczyka z 1912 i 1920.
W 1912 r. reprezentował barwy Zjednoczonego Królestwa Włoch na letnich igrzyskach olimpijskich w Sztokholmie, zdobywając złoty medal w wieloboju drużynowym. 